# Safar (calendrier musulman)
Pour les articles homonymes, voir Safar.
Safar (arabe صَفَر) est le 2e mois du calendrier musulman.

## Événements
- Le 1er, la famille du prophète de l'islam, Mahomet, entre au Palais de Yazid en Syrie.
- Le 7, le septième imam chiite Musa al-Kazim (contesté par les ismaéliens) est né.
- Le 9, victoire de l'imam Ali ibn Abi Talib à la bataille de Néherwan.
- Le 13, martyre de Sakina bint Husayn sœur du 3e imam.
- Le 17, martyre d'Ali ar-Rida (branche duodécimaine et alaouite).
- Le 18, Grand Magal de Touba au Sénégal célébré 1300 ans après le prophète Mahomet, c'est-à-dire un grand évènement célébré au XIXe siècle.
- Le 20, Arbaïn commémoration du martyre d'Husayn, 40 jours après l'Achoura.
- Le 28, martyre de Mahomet et selon la tradition chiite de l'imam Hasan.